# ليزا كولمان
ليزا كولمان (بالإنجليزية: Lisa Coleman)‏ هي ممثلة بريطانية، ولدت في 10 يوليو 1970 بهامرسميث في المملكة المتحدة.

## وصلات خارجية
- ليزا كولمان على موقع IMDb (الإنجليزية)
- ليزا كولمان على موقع قاعدة بيانات الفيلم (الإنجليزية)